# Kōichi Hirakida
Kōichi Hirakida (jap. 開田 幸一 Hirakida Kōichi; ur. 7 maja 1938, zm. 28 września 1993) – japoński pływak. Brązowy medalista olimpijski z Rzymu.
Specjalizował się w stylu motylkowym. Zawody w 1960 były jego jedynymi igrzyskami olimpijskimi. Medal zdobył w sztafecie 4 × 100 metrów stylem zmiennym. Na igrzyskach azjatyckich w 1958 zdobył srebro na dystansie 200 metrów motylkiem.